# پاتریک اکوال
پاتریک اکوال (زاده ۱۶ ژوئیه ۱۹۶۵) یک روزنامه‌نگار ورزشی اهل سوئدی است. او بین سال‌های ۱۹۹۴ تا ۲۰۱۶ در قسمت ورزشی شبکه ۴ سوئد فعال بود و بعدها از سال ۲۰۱۷ در کانال ۵ سوئد مشغول فعالیت است.

## زندگی‌نامه
اکوال در تاریخ ۱۶ ژوئیه ۱۹۶۵ در لاندسکرونا متولد شد و بعدها پدر و مادرش از یکدیگر جدا شدند و او به همراه مادرش در همان مکان رشد پیدا کرد.
بعدها اکوال گزارشگر بخش ورزشی شبکه تی وی ۴، سوئد می‌شود. و بعد از مدتی او رویدادهای دو و میدانی را پوشش می‌دهد، و همچنین کانال‌ها را برای اخبار ورزشی پیشین تحلیل می‌کند. بعدها اکوال نمایش‌های ورزشی «کانال فوتبال اروپا» و «اکوال در برابر لوند» را عرضه می‌کند.